# Calciano
Calciano ist eine italienische Gemeinde in der Provinz Matera in der Region Basilikata.
In Calciano leben 655 Einwohner (Stand: 31. Dezember 2023). Der Ort liegt 86 km westlich von Matera. Die Nachbargemeinden sind Accettura, Albano di Lucania (PZ), Campomaggiore (PZ), Garaguso, Grassano, Oliveto Lucano und Tricarico.
Calciano ist um 1300 entstanden. Damals hieß der Ort Gaudianum. Der Ort lag damals auf dem Berg Serre, die Einwohner sind aber auf Grund von Erdbeben auf dem jetzigen Hügel umgezogen.